# Talal El Karkouri
Talal El Karkouri (*Casablanca, Marruecos, 8 de julio de 1976) es un exfutbolista marroquí. Jugó de volante y su primer equipo fue el Raja Casablanca.

## Selección nacional
Ha sido internacional con la Selección nacional de fútbol de Marruecos, ha jugado 53 partidos internacionales y ha anotado 1 gol.

## Clubes
| Club                | País       | Año       |
| ------------------- | ---------- | --------- |
| Raja Casablanca     | Marruecos  | 1996-1999 |
| Paris Saint-Germain | Francia    | 1999-2000 |
| Aris FC             | Grecia     | 2000-2001 |
| Paris Saint-Germain | Francia    | 2001-2003 |
| Sunderland AFC      | Inglaterra | 2003      |
| Charlton Athletic   | Inglaterra | 2004-2007 |
| Qatar SC            | Catar      | 2007-2011 |
| Umm-Salal           | Catar      | 2011-2012 |

- Datos: Q1987235